# ميك واتسون
ميك واتسون (بالإنجليزية: Mick Watson)‏ هو شخصية أعمال أسترالي، ولد في 1966.